# Festival de Saint-Sébastien 2009
Le festival international du film de Saint-Sébastien 2009, 57e édition du festival (57 Festival de San Sebastián ou 57 Donostiako Zinemaldia), s'est tenu du 18 au 26 septembre 2009.

## Jury

### Jurés de la sélection officielle
- Laurent Cantet (président)
- Bong Joon-ho
- Daniel Giménez Cacho
- John Madden
- Leonor Silveira
- Pilar López de Ayala
- Samira Makhmalbaf

## Films

### Sélection officielle (en compétition)
- Chloé (Chloe), d'Atom Egoyan (Canada-États-Unis-France) - film d'ouverture
- Les Collections de Mithat Bey (11'e 10 kala), de Pelin Esmer (Turquie-France-Allemagne)
- Blessed, d'Ana Kokkinos (Australie)
- City of Life and Death (南京！南京, Nanjing, Nanjing), de Lu Chuan (Chine)
- Los condenados, d'Isaki Lacuesta (Espagne)
- Le Grand Jour (Get Low), d'Aaron Schneider (États-Unis-Allemagne-Pologne)
- Hadewijch, de Bruno Dumont (France)
- The White Meadows (Keshtzar haye sepid), de Mohammad Rasoulof (Iran)
- Non ma fille tu n'iras pas danser, de Christophe Honoré (France)
- La mujer sin piano, de Javier Rebollo (Espagne-France)
- Le Refuge, de François Ozon (France)
- Dans ses yeux (El secreto de sus ojos), de Juan José Campanella (Argentine-Espagne)
- This Is Love, de Matthias Glasner (Allemagne)
- I Came from Busan (영도다리, Yeong-do Da-ri), de Jeon Soo-il (Corée du Sud)
- Yo, también, d'Álvaro Pastor et Antonio Naharro (Espagne)

### Sélection officielle (hors compétition)
- Mother and Child, de Rodrigo García (États-Unis)
- El baile de la Victoria, de Fernando Trueba (Espagne) - film de clôture

## Palmarès
- Coquille d'or : City of Life and Death, de Lu Chuan
- Prix spécial du jury : Le Refuge, de François Ozon
- Coquille d'argent du meilleur réalisateur : Javier Rebollo pour La mujer sin piano
- Coquille d'argent de la meilleure actrice : Lola Dueñas pour Yo, también
- Coquille d'argent du meilleur acteur : Pablo Pineda pour Yo, también
- Prix du jury pour le meilleur scénario : Andrew Bovell, Patricia Cornelius, Melissa Reeves et Christ Tsiolkas pour Blessed
- Prix du jury pour la meilleure photographie : Cao Yu pour City of Life and Death

### Prix Donostia
- Ian McKellen

### Zabaltegi-Pearls
- Un prophète – Jacques Audiard